# Soyuz 12
Soyuz 12 fue la primera misión tripulada de una nave Soyuz 7K-T. Fue lanzada el 27 de septiembre de 1973 desde el cosmódromo de Baikonur con dos cosmonautas a bordo.
Soyuz 12 fue una misión experimental para comprobar y modificar según fuese necesario el modelo de nave Soyuz 7K-T. La misión fue un éxito y la Soyuz se comportó sin problemas.

## Tripulación

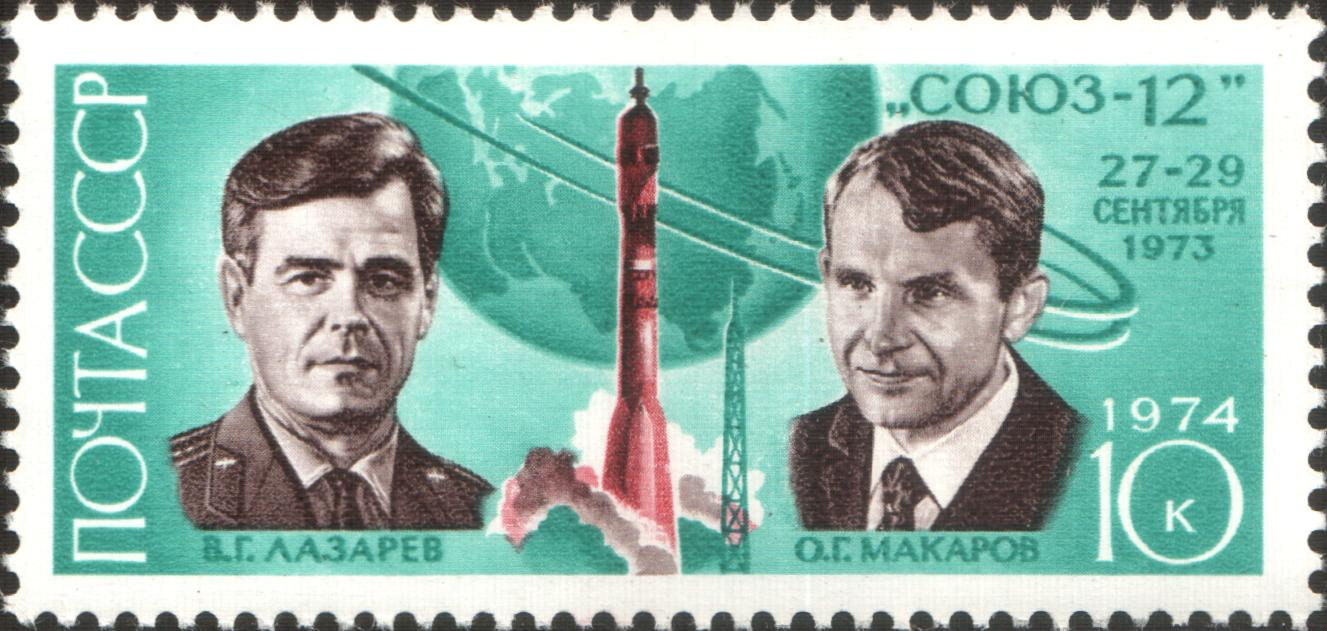
Sello de la Unión Soviética celebrando la misión Soyuz 12.

- Vasili Lazarev (Comandante)
- Oleg Makarov (Ingeniero de vuelo)

## Tripulación de respaldo
- Aleksei Gubarev (Comandante)
- Georgi Grechko (Ingeniero de vuelo)

## Tripulación de reserva
- Pyotr Klimuk (Comandante)
- Vitali Sevastyanov (Ingeniero de vuelo)